# Universidad de Bath Spa
La Universidad de Bath Spa es una universidad ubicada en la ciudad de Bath, Inglaterra. La institución era conocida anteriormente como Colegio de Educación Superior de Bath (Bath College of Higher Education), y más tarde como Colegio Universitario de Bath Spa (Bath Spa University College). Adquirió el estatus completo como universidad en agosto de 2005. Es la  sexta mayor proveedora de educación superior en el Reino Unido y desde 2012 ha sido clasificada anualmente como una de las mejores universidades creativas en el Reino Unido por la revista Which?

## Historia
Se puede rastrear las raíces de la institución a la fundación de la Escuela de Arte de Bath (Bath School of Art) en 1852, tras el impacto generado por la Exposición Universal de Londres de 1851. En 1946 el Colegio Normal de Bath (Bath Teacher Training College) fue inaugurado en el campus de Newton Park, como parte de las iniciativas de posguerra para suplir la falta de profesores e impartir cursos de un año de duración para las personas que hubieran prestado su servicio en el frente. La institución actual se formó en 1975 con el nombre de Colegio de Educación Superior de Bath (Bath College of Higher Education), tras la fusión del Colegio Normal de Bath y el Colegio de Ciencias domésticas de Bath (Bath College of Domestic Science). En 1983 la Escuela de Arte de Bath también se fusionó al Colegio Superior. En 1992, al Colegio le fueron concedidos poderes de otorgar títulos y en 1997 adoptó el nombre de Colegio Universitario de Bath Spa (Bath Spa University College). En marzo de 2005 se le concedió el estatus de universidad, convirtiéndose en la Universidad de Bath Spa en agosto de 2005.

## Facultades
La universidad cuenta con seis Facultades o Escuelas de Estudio (Schools of study)
- Escuela de Arte y Diseño de Bath. Ubicada en el barrio de Sion Hill y en la Avenida Dartmouth en Bath, imparte los programas de arte, comunicación gráfica, multimedia interactiva, medios de comunicación, diseño de materiales, estudios de diseño textil y cultura visual.

- Instituto de Educación. enseña estudios de educación como materia académica, es el responsable de impartir los programas Certificados de Posgrado en Educación (Postgraduate Certificate in Education - PGCE) y está dirigido a personas que quieran desempeñarse como profesores.

- Facultad de Humanidades e Industrias Culturales. Tiene la responsabilidad de las carreras de pregrado en Literatura Inglesa y en Escritura Creativa (que incluye escritura para jóvenes) y la Maestría en Escritura Creativa (MACW). También imparte las carreras de historia, estudios culturales, estudio de religiones, medios de comunicación, y estudios de cine.

- Facultad de Música y Artes Escénicas. Es responsable de las carreras de música, tecnología de la música, danza, teatro, artes creativas, artes escénicas y actuación. La universidad es una de las diez mayores proveedores de títulos relacionados con música en Inglaterra y recibe un promedio de 10 solicitudes por cada cupo disponible en sus cursos de música.[7]

- Facultad de Sociedad, Empresa y Medio Ambiente. Es responsable de las carreras de biología, ciencias ambientales, nutrición y alimentación, geografía, gestión del turismo, psicología, sociología, asistencia sanitaria y negocios comerciales y gestión.

- Facultad de Investigación y Postgrados. Es responsable de las cualificaciones a nivel de posgrado y ofrece financiación para investigaciones y titulación a nivel de doctorado (PhD o MPhil). Los estudios de doctorado en la Escritura Creativa tienen la reputación de ser uno de los programas de doctorado líderes del Reino Unido en esta materia.[8]

## Campus

### Newton Park

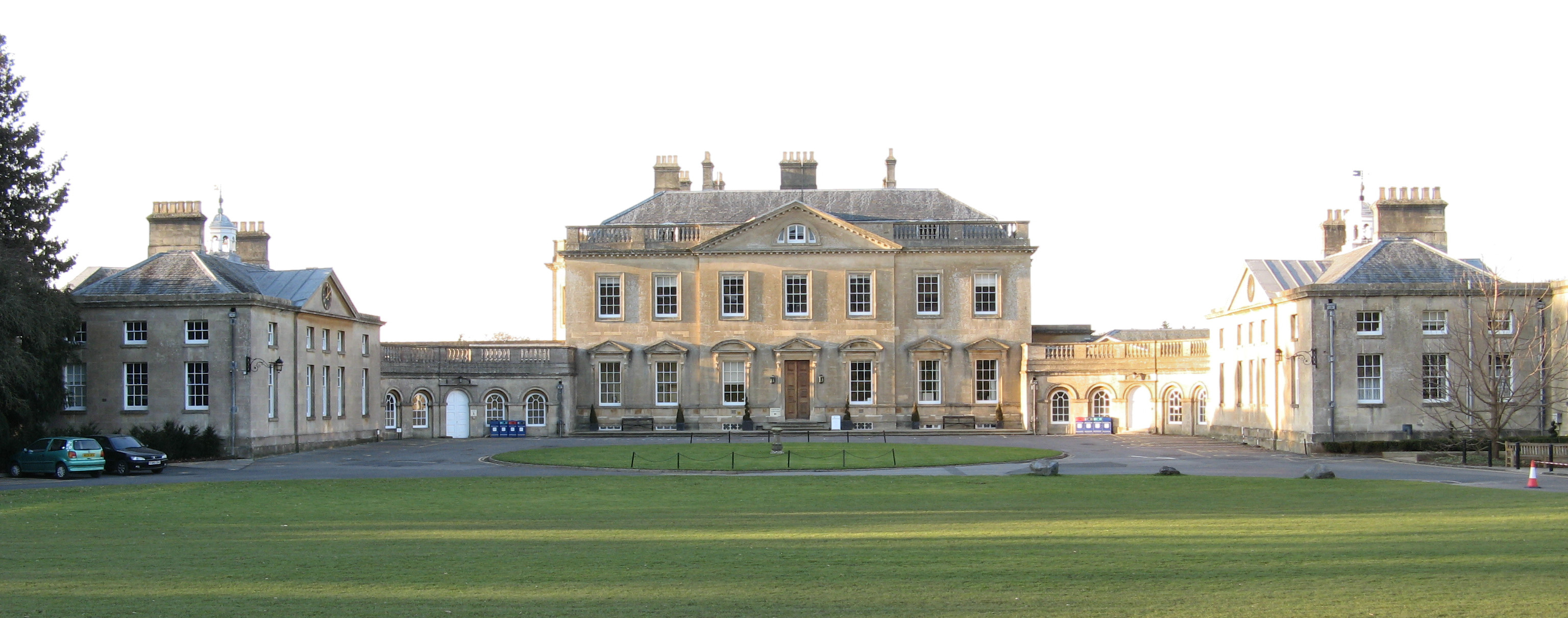
Mansión del siglo XVIII de estilo georgiano en el campus de Newton Park

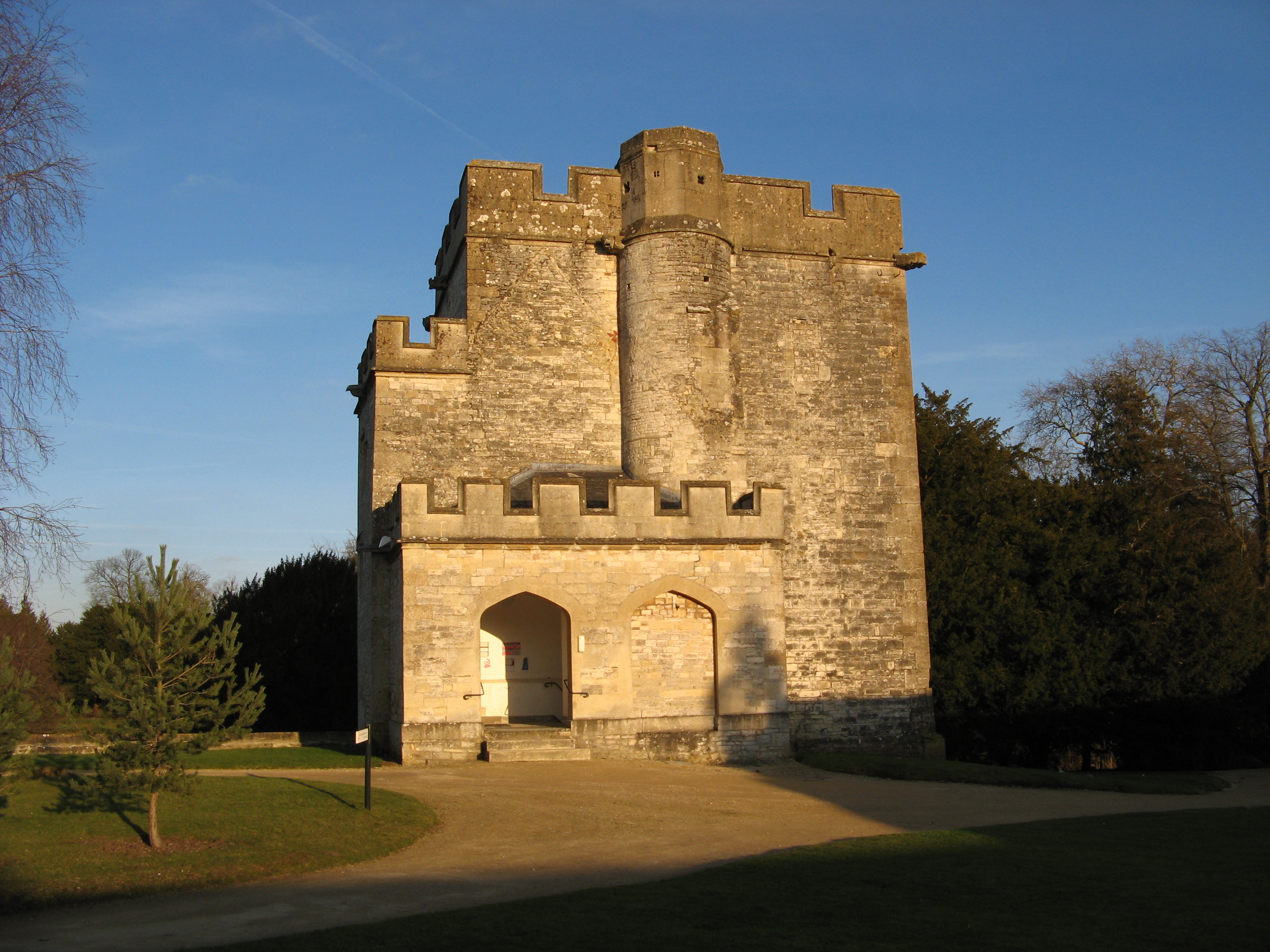
Castillo de Newton St Loe ubicado en el interior del campus de Newton Park

El campus de Newton Park, situado al oeste de Bath, cerca de la localidad de Newton St Loe, es el más grande de los tres campus de la universidad. En él se imparten materias de todas las carreras a excepción de la mayoría de los cursos de postgrado como tampoco los cursos del programa de Arte y Diseño. El campus cuenta con edificios de distintas épocas que todavía se utilizan como espacios de enseñanza o administración entre los que se destacan la mansión principal de estilo georgiano construida entre 1762 y 1765, y los restos del castillo de Newton St Loe que datan del siglo XIV y del que se conserva su torreón.
En el campus de Newton Park se encuentra algunas de las principales instalaciones de la universidad como:
El edificio Commons. Este edificio de 8000 metros cuadrados proporciona, de acuerdo con la universidad, los mejores recursos para la enseñanza de materias relacionadas con los medios digitales en el suroeste de Inglaterra, e iguala las instalaciones de última generación con las que cuentan organizaciones comerciales y empresas de televisión y producción audiovisual.
Michael Tippett Centre. El único espacio construido específicamente como sala de conciertos de Bath. Cuenta con un gran número de aulas y espacios, y la sala se utiliza rutinariamente para exposiciones, actuaciones musicales y obras de teatro de estudiantes y artistas profesionales de todo el país.
Teatro Universitario. Consta de un auditorio de 186 puestos con equipos técnicos y de bastidores completos, e incluye tres grandes estudios de enseñanza.

### Escuela de Arte y Diseño de Bath en Sion Hill

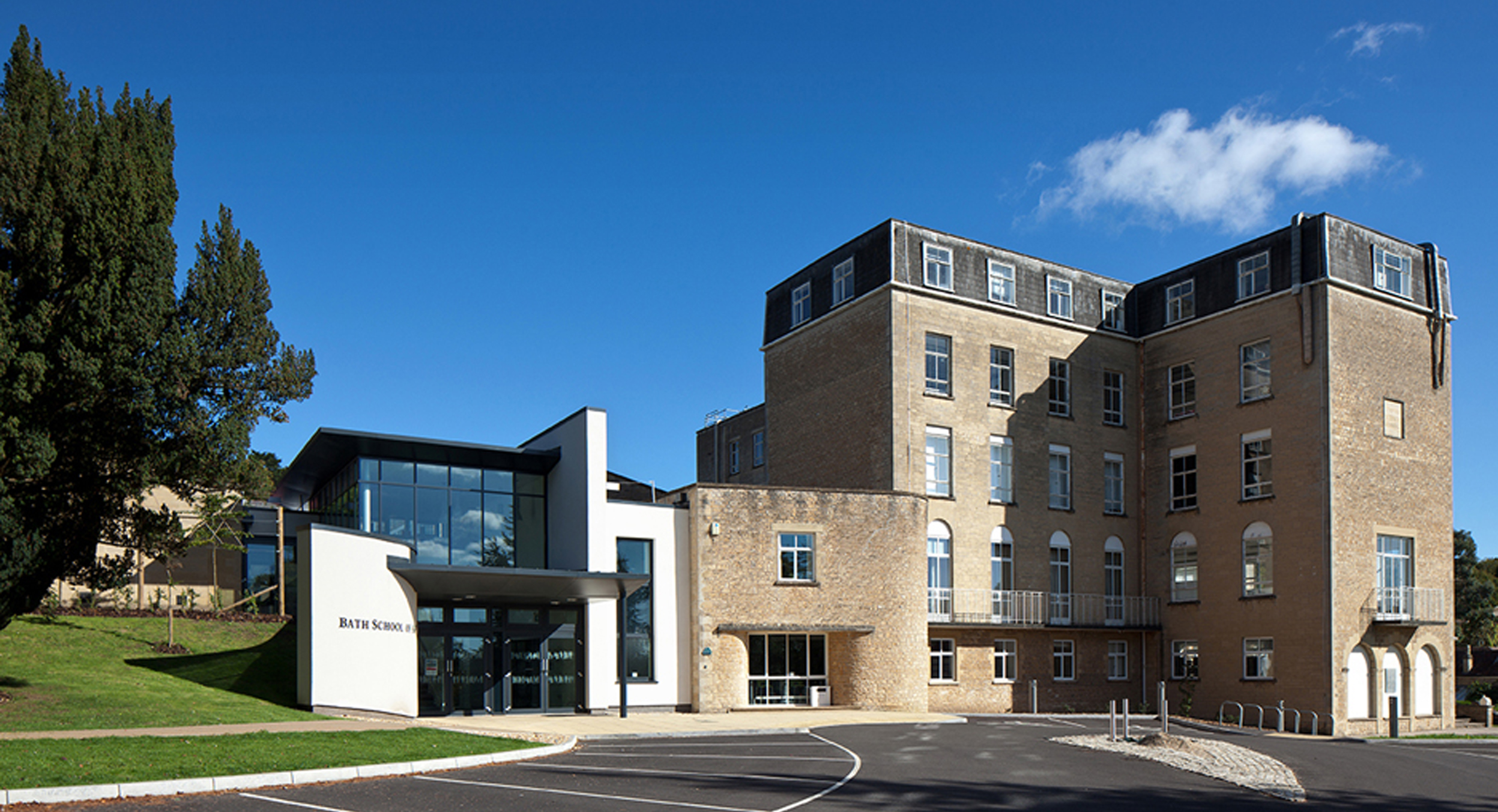
Escuela de Arte y diseño de Bath

El campus de Sion Hill se encuentra en el norte de Bath, en el distrito de Lansdown. Este campus alberga la Escuela de Arte y Diseño y la mayoría de los cursos de dicha facultad se enseñan allí. Su historia se extiende hasta la original Escuela de arte de Bath que fue fundada en 1852.

### Residencias de Corsham (Corsham Court)

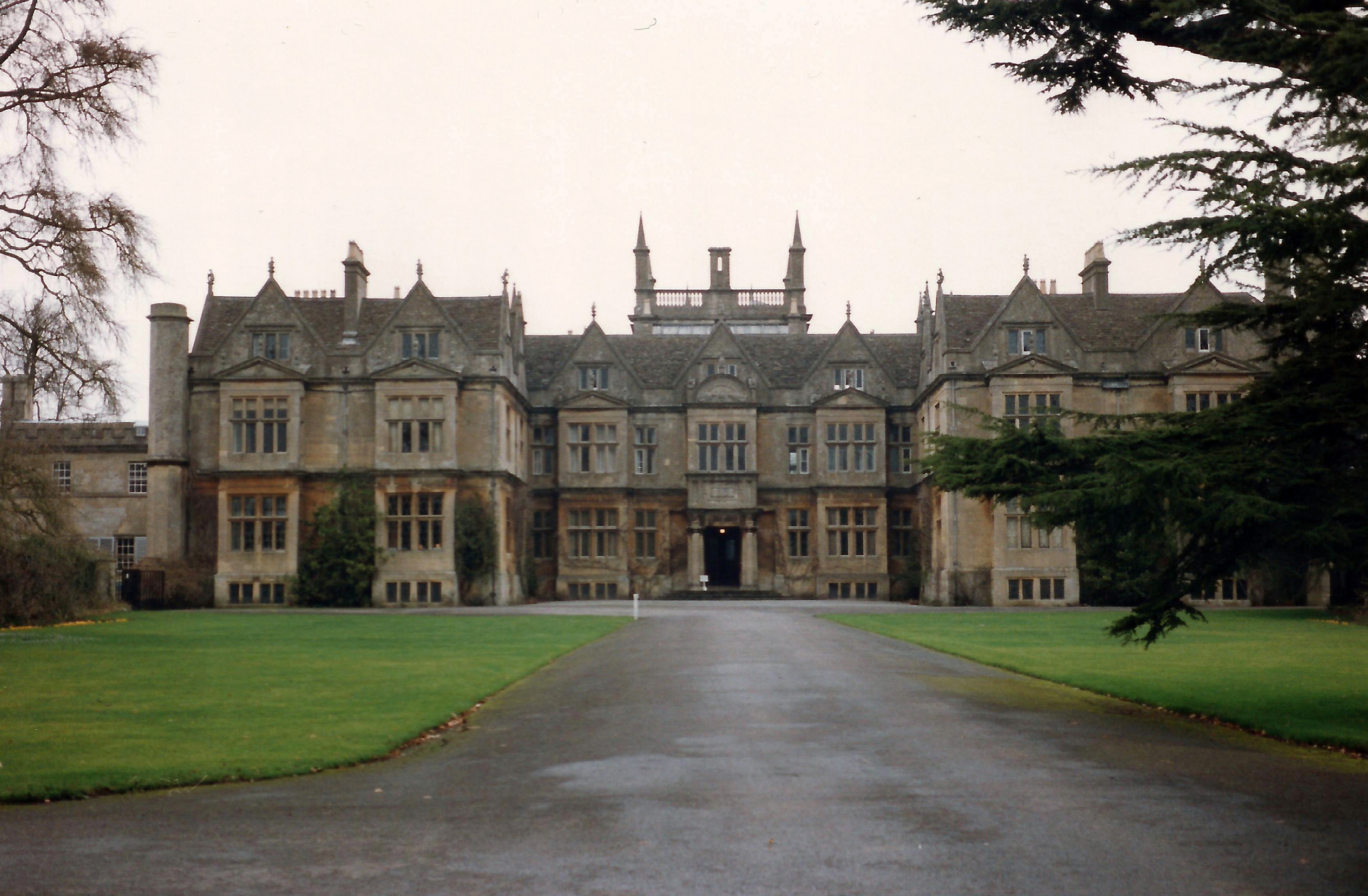
Residencias de Corsham

Ubicado en la localidad de Corsham, en el condado de Wiltshire, se trata de un centro especializado para la investigación y la enseñanza de posgrado que se encarga de la mayoría de los cursos de posgrado, e incluye soporte para el desarrollo de proyectos de investigación, talleres de posgrado, estudios y salas para seminarios, una biblioteca e instalaciones especializadas para la música, la fotografía, el cine y los textiles.

### Rush Hill
Situado en la zona Sur de Bath, justamente al lado de la Academia Comunitaria de Bath (un colegio de secundaria público-privado), es la sede de la mayor parte de los programas Certificados de Posgrado en Educación (PGCE) de la universidad, que incluye los cursos de Educación Secundaria y Educación Media.

### Sitios adicionales de enseñanza
Avenida Dartmouth (Bath). 
Se trata de una serie de estudios de diseño y pintura, así como un espacio de proyectos para los estudiantes de segundo año de la Escuela de Arte y Diseño. El sitio se ha ampliado en un edificio anexo para dar cabida a más estudios y una segunda sala de proyectos.
Burdall's Yard (Bath).
Un centro artístico de la Escuela de Música y Artes Escénicas. El centro se utiliza como espacio de enseñanza, de ensayos, de presentaciones y también alberga eventos culturales.
Ashman's Yard (Bath).
Es la sede del Centro de Producción de Teatro de la Escuela de Música y Artes Escénicas. Los estudiantes asignados allí desarrollan trabajo práctico en producción teatral. Las instalaciones incluyen un taller de construcción, taller de costura, taller de escenografía, oficina de producción con sala de edición, y una sala de estudiantes.
Artswork Media en Paintworks (Bristol).
Ubicada en el complejo empresarial de Paintworks de la ciudad de Bristol, Artswork Media Ltd., es una compañía de producción mediática de propiedad de la universidad. Es dirigida por profesionales de diferentes áreas de las tecnologías digitales y la comunicación, y allí estudiantes de último año de diversos programas de la universidad realizan su entrenamiento y su práctica profesional. Cuenta con oficinas de producción, programas de edición con software de última generación, equipos de iluminación y cámaras de cine y video.